# Муллакаева, Дарья Васильевна
Дарья Василевна Муллакаева (род. 18 июня 1998 года) - российская пловчиха.

## Карьера
Родилась и живёт в г. Пермь. Тренируется у Н.Е. Абориной и  Д.П. Шалагина. Специализируется в кроле.
Серебряный призер Юношеских Олимпийских игр 2014 года в Нанкине (Китай) в эстафете 4×100 метров вольным стилем. Заняла 6 место в составе эстафетной команды 4×100 метров комплексным плаванием, 7 место на 100 и 200 метров вольным стилем.
Серебряный (2016) и бронзовый (2015) призер чемпионатов России по плаванию вольным стилем на дистанции 400 метров.
На чемпионате России 2015 года на короткой воде завоевала серебряную (400 м) и бронзовую (200 м) медали.
Участница чемпионата мира 2015 года. Принимала участие в эстафете 4х200 метров вольным стилем.
Участница Олимпиады-2016 в Рио-де-Жанейро. Участвовала в предварительном заплыве эстафеты, но в финальном заплыве не участвовала.
На чемпионате мира 2016 года на короткой воде стала бронзовым призёром в эстафете 4х200 метров вольным стилем.